# Quarter Video Graphics Array

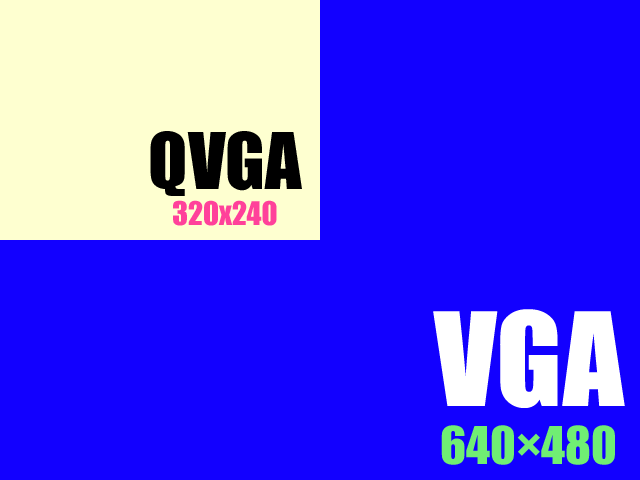
Uma comparação da resolução de tela padrão QVGA em relação ao VGA.

O Quarter Video Graphics Array (também conhecido como Quarter VGA ou QVGA) é uma expressão popular para a resolução de tela 320 × 240 pixels. As resoluções QVGA são frequentemente vistas em telefone móvel, PDAs e em alguns jogos de console handheld. 
Quarter-VGA (QVGA) tem resolução de 320x240 e geralmente é utilizado por telas de aparelhos portáteis. O termo Quarter-VGA (do inglês quarter, que significa um quarto) especifica uma resolução de um quarto dos pixels de uma VGA (640 x 480).